# Rajaram
Rajaram Raje Bhosle (24 février 1670 – 3 mars 1700) est le troisième chhatrapati de l'Empire marathe.
Fils cadet de Shivaji, le fondateur de l'empire, il succède à son demi-frère aîné Sambhaji lorsque celui-ci est exécuté par l'empereur moghol Aurangzeb, en 1689. Ses onze années de règne sont marquées par la poursuite du conflit avec les Moghols. À sa mort, son épouse Tarabai assure la régence au nom de leur jeune fils Shivaji II.